# Kay Zareh
Kay Zareh (* 18. Januar 1943 in Berlin; † 14. Juni 2025 ebenda) war ein deutscher Architekt und Stadtplaner. Er wurde vor allem durch sein Architekturbüro in Berlin bekannt, das er 1972 gemeinsam mit seiner Ehefrau, der Architektin Ruth Golan, gegründet hatte. Zareh war an zahlreichen Bildungs- und Kulturbauprojekten beteiligt und galt insbesondere als wichtiger Architekt der Berliner Jüdischen Gemeinde. Zu seinen bedeutendsten Arbeiten zählen die behutsame Restaurierung der Synagoge in der Rykestraße in Berlin sowie der Entwurf des 1988 realisierten Spandauer Mahnmals für die Opfer der Shoa.

## Biografie

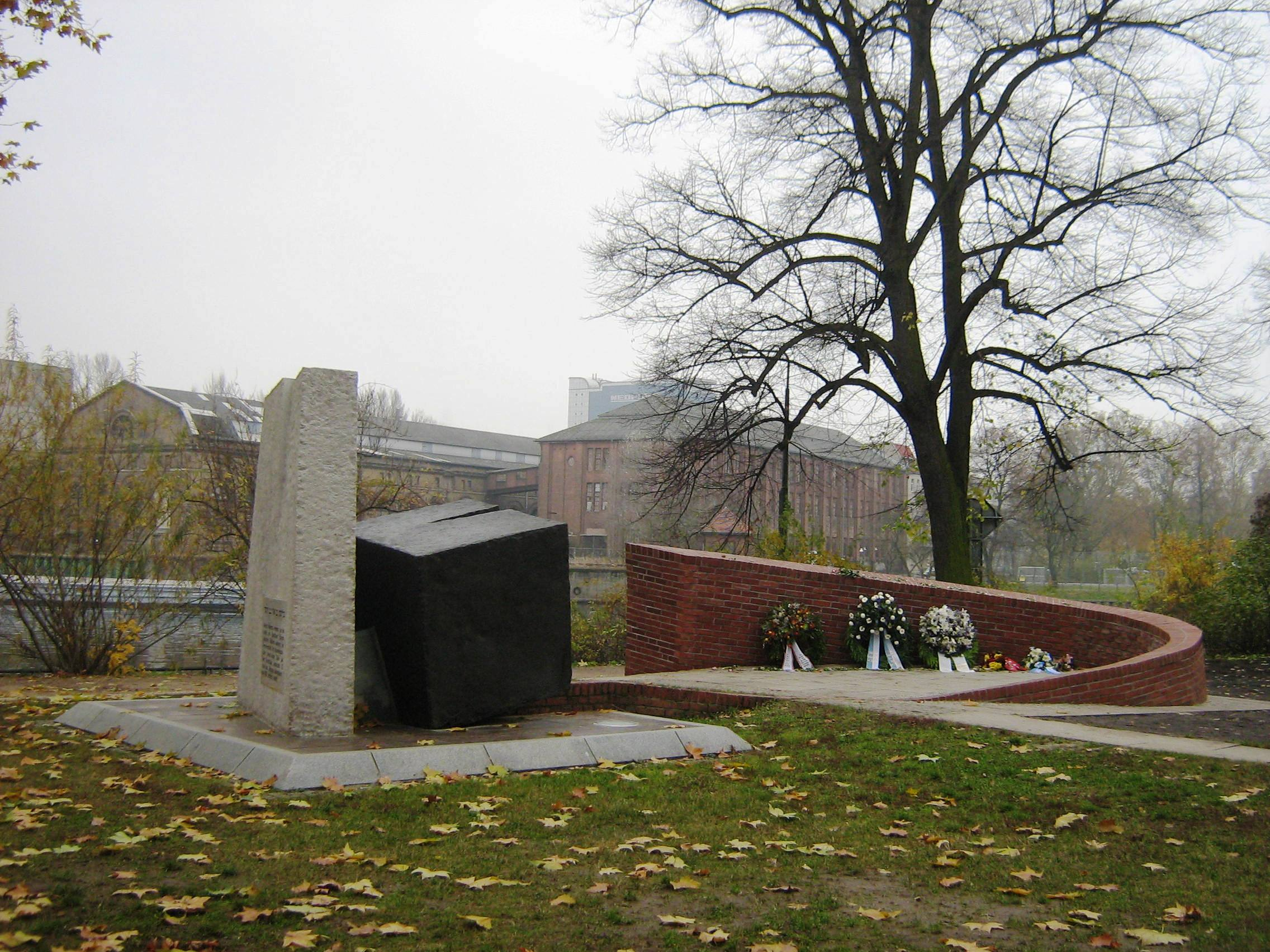
Blick auf das Mahnmal am Lindenufer mit der 2012 ergänzten Namensmauer in Berlin-Spandau

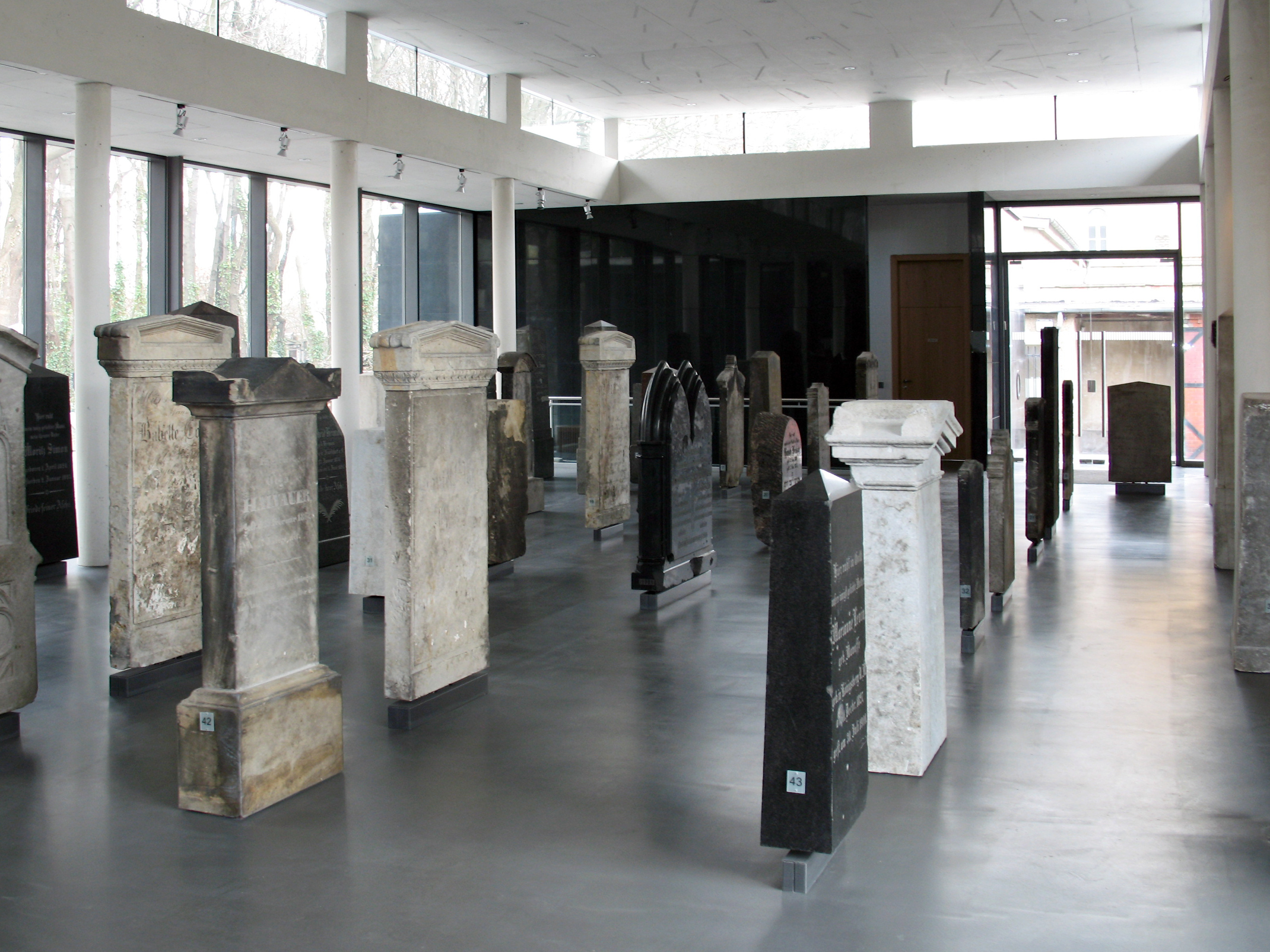
Blick ins Lapidarium am Jüdischen Friedhof in Berlin-Prenzlauer Berg

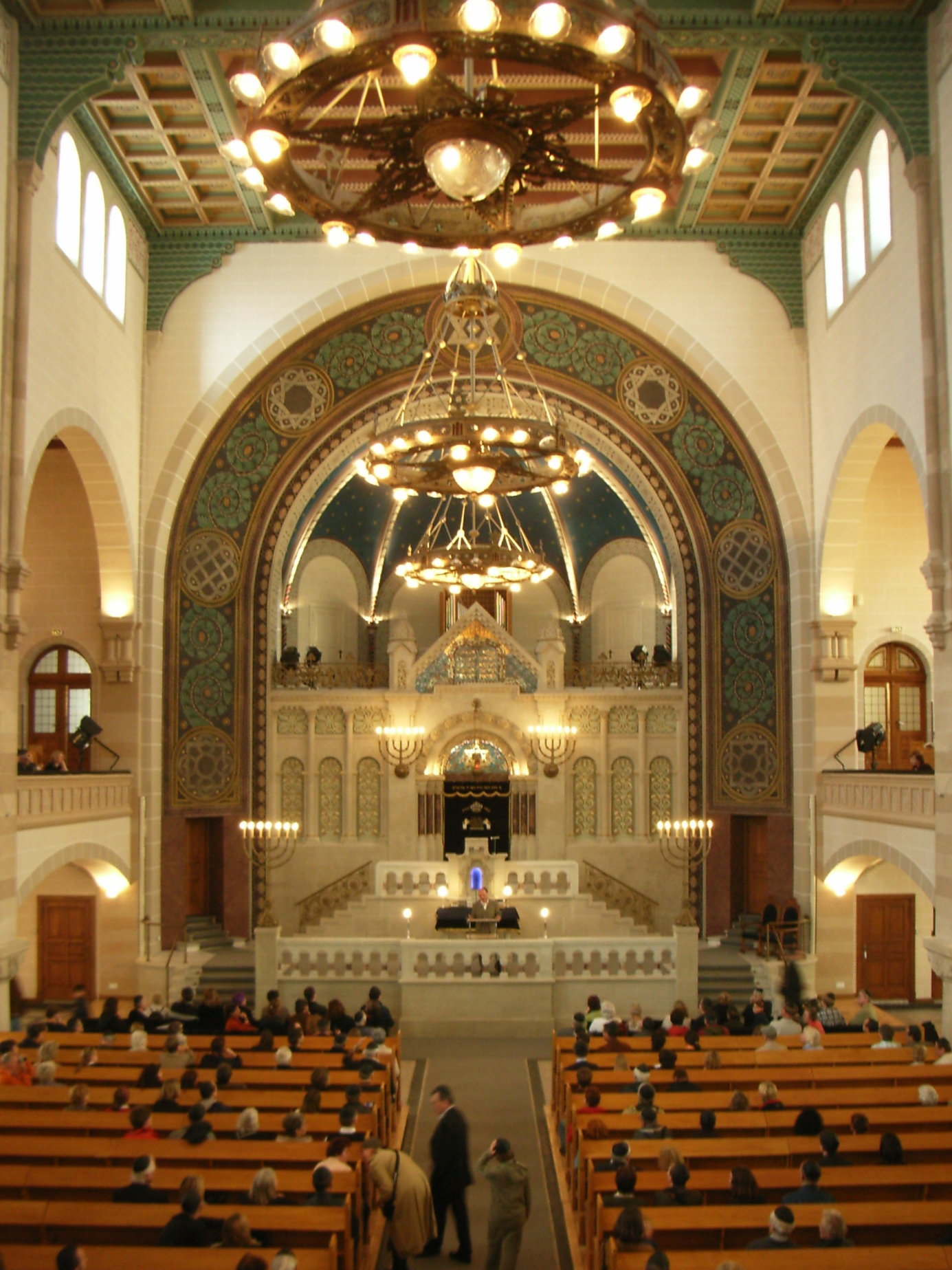
Hauptschiff der Synagoge Rykestraße in Berlin-Prenzlauer Berg

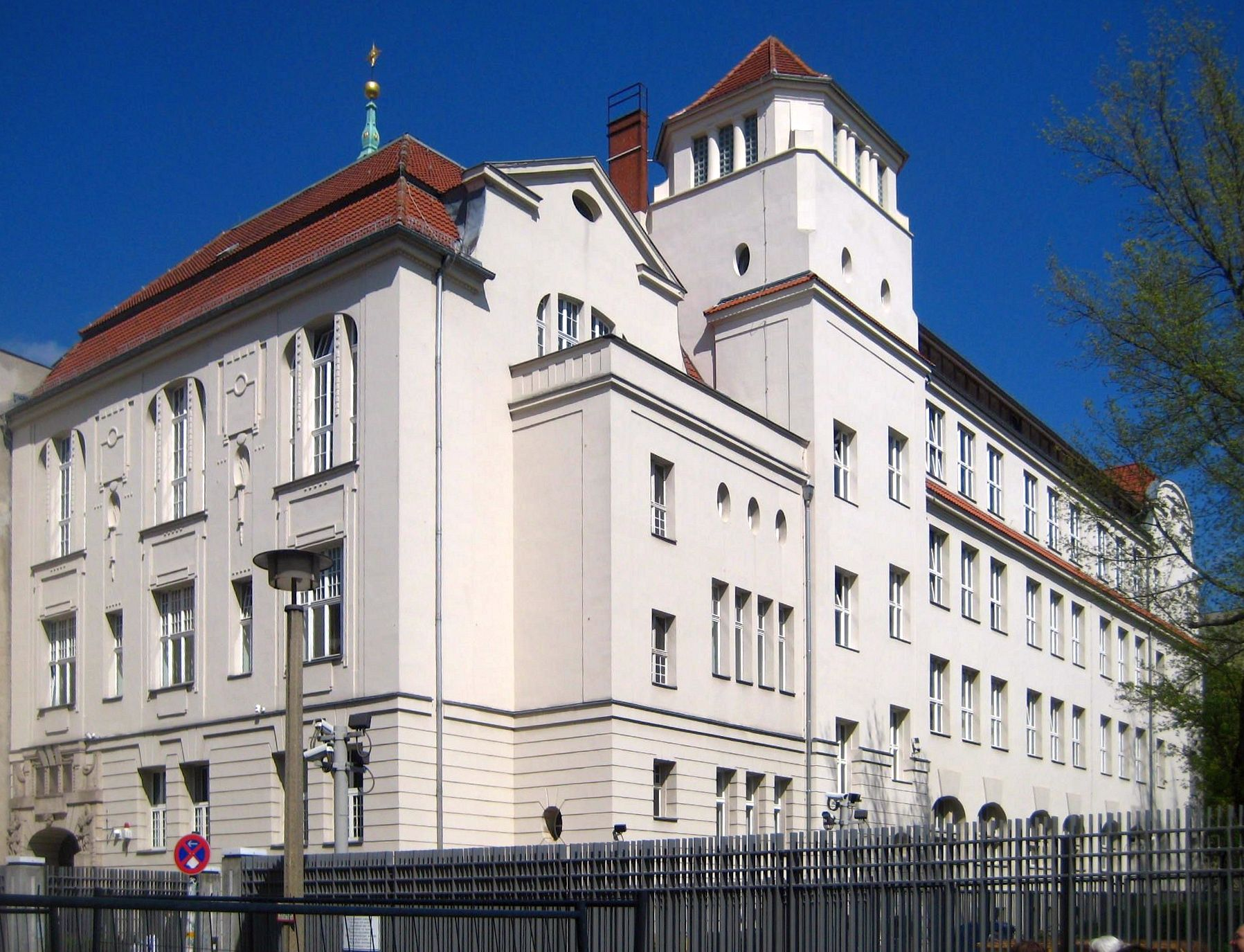
Blick auf die von Johann Hoeniger errichtete Schule, die von Kay Zareh und Ruth Golan an den modernen Schulbetrieb angepasst wurde

Kay Zareh kam 1943 in Berlin-Spandau als Sohn eines persischen Architekten und einer Deutschen zur Welt und verbrachte seine Kindheit in Berlin, Teheran und Süddeutschland. Er studierte von 1964 bis 1969 Architektur an der Technischen Universität Berlin und schloss sein Studium mit dem Diplom ab. Es folgte ein Aufbaustudium im Bereich Stadtplanung von 1971 bis 1973 an der University of Liverpool mit dem Abschluss Master of Civic Design.
Zwischen 1973 und 1982 arbeitete er zusätzlich an der TU Berlin zunächst als Assistent am Lehrstuhl für Stadt- und Regionalplanung (1973–1978) und anschließend als Lehrbeauftragter in Darstellender Geometrie (1980–1982).
1972 gründete er in Berlin zusammen mit Ruth Golan, die er in dieser Zeit heiratete, ein eigenes Architekturbüro. Das Büro Golan-Zareh Architekten spezialisierte sich zunächst auf Schul- und Hochschulbauten sowie städtebauliche Planungen. So war Zareh u. a. an der Planung von Mittelstufenzentren in Berlin (in Arbeitsgemeinschaft mit anderen Büros) beteiligt und realisierte ein Berufsschulzentrum in Wilhelmshaven sowie Universitätsbauten in Vechta (Fachbereich Katholische Theologie). Auch ein Institutsgebäude der TU Berlin an der Franklinstraße/Ecke Salzufer wurde von seinem Büro entworfen.
Ab den 1980er Jahren engagierte sich Kay Zareh verstärkt in Projekten für die Jüdische Gemeinde zu Berlin. Gemeinsam mit Ruth Golan entwickelte er 1988 den Siegerentwurf für ein Holocaust-Gedenkmal in Berlin-Spandau. Das Mahnmal, das an die zerstörte Spandauer Synagoge und die deportierten und ermordeten Spandauer Juden erinnert, symbolisiert mit umgestürzten Baukörpern die gewaltsame Zerstörung des Gotteshauses sowie den Kampf des Lichts gegen das Dunkle. Zwanzig Jahre später erhielt das Architekturbüro den Auftrag für eine Ergänzung der Gedenkstätte um eine Namensmauer; diese Erweiterung wurde am 9. November 2012 – wenige Monate nach Ruth Golans Tod – feierlich eingeweiht.
Außerdem war Zareh an der Restaurierung und dem Umbau des Jüdischen Gymnasiums Moses Mendelssohn in der Großen Hamburger Straße beteiligt. Die Schule, 1993 wiedereröffnet, gilt als das erste jüdische Gymnasium in Deutschland nach dem Holocaust und setzt eine Tradition fort, die durch die nationalsozialistische Schließung 1942 jäh unterbrochen wurde. Zarehs und Golans Beitrag umfasste die behutsame Umgestaltung und Modernisierung der historischen Schulräume im Sinne einer integrativen Lernumgebung und baute das Dachgeschoss mit einem Glastunnel modern aus.
Ein besonderes Projekt von Kay Zareh war das Lapidarium auf dem Jüdischen Friedhof Schönhauser Allee in Berlin-Prenzlauer Berg, das er gemeinsam mit Ruth Golan entwarf. Die 2005 eingeweihte Ausstellungshalle dient der musealen Präsentation historischer Grabsteine, die in der NS-Zeit zerstört oder entfernt worden waren. Der eingeschossige, zurückhaltend proportionierte Baukörper mit seiner offenen, lichten Struktur erinnert in seiner Komposition bewusst an den Barcelona-Pavillon von Ludwig Mies van der Rohe. Der reduzierte, klare Ausdruck und die Betonung der Horizontalen zielen darauf ab, den Steinen Raum zu geben – sowohl im physischen als auch im erinnerungskulturellen Sinne. Die Architektur des Lapidariums ist dabei nicht nur funktional, sondern auch kontemplativ: Sie schafft einen Ort stiller Würdigung und Reflexion.
Ein zentrales Projekt in Zarehs Karriere war die Restaurierung der Synagoge Rykestraße im Berliner Prenzlauer Berg. Diese größte Synagoge Deutschlands aus dem Jahr 1906 wurde von 1995 bis 2007 in ihrem ursprünglichen neoromanischen Stil wiederhergestellt. Zunächst folgte eine Dachsanierung zur Herstellung einer dichten baulichen Hülle und als notwendiger Witterungsschtz (1997–1999). Von 1999 bis 2004 folgte die Wiederherstellung der historischen Bleifenster und Türen, die nach dem Krieg teilweise zugemauert wurden. Als letzter Bauabschnitt erfolgte die Restaurierung des Innenraumes, die sich wegen eines Schwammaufkommens verzögerte. Da originale Baupläne fehlten, arbeiteten Zareh und Golan quasi als „Detektive“: Sie untersuchten historische Fotografien und legten behutsam Farbschichten frei, um die ursprüngliche Ausmalung zu rekonstruieren. Mit der feierlichen Wiedereinweihung 2007 erlangte das Projekt internationale Beachtung. Die Maßnahmen des Architektenpaares Golan und Zareh betrafen den Rückbau zur ursprünglichen Räumlichkeit, die Einbrigung der Beleuchtung und restauratorische Belange bei der Generalsanierung. Anhand freigelegter Bemalungsschichten konnte die originale Farbigkeit des Innenraumes rekonstruiert werden.
Kay Zareh und Ruth Golan wurden aufgrund ihrer zahlreichen Gemeindeprojekte als „Haus- und Hofarchitekten“ der Jüdischen Gemeinde bezeichnet. So betreuten sie seit den 1980er Jahren eine Reihe wichtiger Bauvorhaben zur Wiederbelebung jüdischen Lebens in Berlin. Neben Synagogensanierungen gehörten dazu Gemeindezentren, Schulen und Gedenkstätten. Zareh ist bis ins hohe Alter als Architekt tätig geblieben.

## Privatleben
Kay Zareh war in erster Ehe mit der in Jerusalem geborenen Ruth Golan verheiratet, bis sie 2012 verstarb; sie hatten einen Sohn. Zareh betrachtete sich zeitlebens als Zaratustrier und pflegte jüdische Feiertage und Traditionen.

## Werk (Auswahl)
- Mittelstufenzentren in Berlin (12 Gesamtschulen und 12 Sporthallen, in Kooperation mit 3 weiteren Architekturbüros), 1971–1975
- Berufschulzentrum in Wilhelmshaven in 4 Bauabschnitten, 1976–1978
- Universitätsbauten in Vechta für katholische Theologie, 1971–1985
- Universitätsgebäude für die TU Berlin in der Franklinstraße / Ecke Salzufer, 1982
- Beauftragung zur städtebaulichen Gesamtkoordination und zum Bau von 171 Wohneinheiten inkl. Läden, Galerien und Cafés um den Branitzer Platz in Berlin-Hellersdorf, 1991–1996
- Schulzentrum „Bertolt Brecht“ Schule in Berlin-Spandau, Ersatzbau für die asbestkontaminierte Gesamtschule in der Wilhelmstraße, 1989–1990[10]
- Spandauer Mahnmal für die Schoa, Berlin, 1988[11]
- Wohn und Altersheim für die Jüdische Gemeinde in der Baseler Straße 11–13, 1984
- Komplettsanierung der Synagoge in der Joachimsthaler Straße 13 in Berlin-Charlottenburg, 1985–1999[12]
- Aufbau und Weiterbau des Jüdischen Kindergartens in der Delbrückstraße, 1987
- Neubau der zweier gestapelter Sporthalle in Stahlbauweise in der Oranienburger Straße hinter der „Goldkuppel“, Berlin, 1994–1999
- Neubau der Dachdeckerinnung in der Nikolaistraße in Steglitz
- Restaurierung und Umbau der Jüdischen Oberschule „Moses-Mendelsohn-Gymnasium“ in der Großen Hamburger Straße in 3 Bauabschnitten, Berlin, 1994–2001
- Lapidarium auf dem Jüdischen Friedhof Schönhauser Allee, Berlin, 2001–2005
- Restaurierung der Synagoge in der Rykestraße, Berlin, 1995–2007[13]
- Lapidarium St. Gertraud in Magdeburg, Ausstellungsgestaltung, Landschaftsarchitektur und Beleuchtungsplanung, 2008–2011[14]
- Fo Guang Shan Tempel, Ausführungsplanung und Bauüberwachung für den Buddhistischen Tempel in Berlin-Wedding, 2018[15][16]
- Machbarkeitsstudie für ein Mahnmal auf dem Gelände des ehem. Jüdischen Friedhofs in Berlin-Spandau, 2020